# Pedro Duque
Pedro Francisco Duque (Madri, 14 de março de 1963), é um astronauta e político espanhol, veterano de duas missões espaciais. Desde junho de 2018, ocupa o cargo de ministro de Ciência, Inovação e Universidades do Governo de Espanha.

## Dados pessoais
Duque é casado e tem três filhos. É apreciador de natação, caça submarina e gosta de andar de bicicleta.

## Formação
Duque formou-se em engenharia aeronáutica pela Universidade Politécnica de Madrid, em 1986. Ele trabalhou para a Agência Espacial Europeia por seis anos, antes de ser selecionado como candidato à astronauta em 1992. Duque submeteu-se a treinamento tanto na Rússia quanto nos Estados Unidos.

## Experiência em voo espacial
Seu primeiro voo espacial foi em 1998, como especialista da missão STS-95 a bordo do Ônibus (ou Vaivém) Espacial, durante a qual Duque supervisionou os módulos experimentais da ESA. Em outubro de 2003, voltou à órbita a bordo da Soyuz TMA-3 e visitou a Estação Espacial Internacional por nove dias, durante uma troca de tripulação.
Ele está agora a lecionar na Escuela Técnica Superior de Ingenieros Aeronaúticos em Madrid.

## Distinções
- Em março de 1995 recebeu a "Ordem da Amizade" concedida pelo presidente Boris Iéltsin da Federação Russa.
- Em fevereiro de 1999 recebeu a "Gran Cruz al Mérito Aeronáutico", das mãos de Sua Majestade Juan Carlos I de Borbón.
- Em outubro de 1999, Pedro Duque recebeu o "Prémio Príncipe de Astúrias de Cooperación Internacional" junto com os astronautas Chiaki Mukai, John Glenn e Valeri Polyakov. O prêmio foi concedido por haverem sido considerados representantes da cooperação internacional na exploração pacífica do espaço.